# Raquel Silva
Raquel Peluci Xavier da Silva; znana jako Raquel (ur. 30 kwietnia 1978 w Rio de Janeiro) – brazylijska siatkarka, reprezentantka kraju, przyjmująca. W 2000 r. w Sydney zdobyła brązowy medal olimpijski.
W ciągu swojej kariery występowała w wielu klubach m.in. w Rio de Janeiro Volei Clube, Grêmio de Vôlei Osasco, Minas Tênis Clube, Esporte Clube Pinheiros oraz Zarieczje Odincowo.
Od sezonu 2010/2011 gra w siatkówkę plażową w parze z Ágathą Bednarczuk.